# Ermita del Ecce Homo (Noreña)
La ermita del Ecce Homo es una pequeña ermita rural que se encuentra en la localidad asturiana de Noreña.

## Historia
A los pocos días de aquel incendio, Asturias entera se presentó a auxiliar al Condado de Noreña, y por suscripción pública se costearon las obras de una nueva capilla, que fue emplazada en el centro del Castañedo de La Soledad, y ejecutada con arreglo al proyecto del arquitecto Luis Bellido, quien prestó gratuitamente su colaboración técnica, para elevar el nuevo templo de Jesús Nazareno. La nueva capilla está concebida con un criterio totalmente opuesto a la antigua. Lo que en ésta era aplastamiento y horizontalidad es en aquella elevación y verticalidad, resultando un tanto inexpresiva por haber prescindido de, quizás por razones económicas de construir su pórtico que era lo que más podía darle carácter de ermita o de santuario.

La segunda capilla fue inaugurada en septiembre de 1903 y, también, fue llamada Capilla de La Soledad. Estaba reubicada, según se ha dicho, veinte metros al sur de la que había sido destruida, para ocupar una situación más elevada, hacia el centro del Castañeu de la Soledad. Este había sido donado, a tal fin, por Eulalia Busto. Esta nueva capilla era más alta, aunque más pequeña, y su fachada principal estaba presidía por un rosetón, cristalera de colores y en lo alto de la espadaña había dos campanas. La puerta de entrada fue protegida, posteriormente, con una “marquesina”. Tenía un retablo de castaño tallado y de estilo gótico, cubierto de panes de oro que fue construido en los talleres del gran artista Mori, en Oviedo. En el centro del camarín estaba la imagen del Ecce Homo y, en sus hornacinas laterales, a la derecha, la imagen de La Dolorosa (aunque le decían La Verónica), y, a la izquierda, la de San Pedro. El presbiterio, cubierto de mármol y en dibujo de damas, estaba separado del resto de la capilla por una reja, que como el resto del piso era de madera. El edificio no sufrió daños durante la Guerra Civil, pero al ser arrancados el retablo y las imágenes, el templo hubo de ser reformado al finalizar la contienda.
Como la imagen del Ecce Homo había perecido en el incendio, fray Ramón Rodríguez Vigil, obispo de Oviedo, ofreció donar otra obra a Noreña. El párroco, haciéndose eco de los deseos de sus feligreses, se atrevió a indicarle que procurara que se pareciese lo más posible a la incendiada. Fray Ramón, que era muy espontáneo y campechano, le contestó: «Deje usted Sr. Cura, la imagen quemada, más que imagen y figura de Jesús, parecía un galeote.»
Se aceptó finalmente la imagen donada por el obispo Rodríguez Vigil y fueron muy solemnes los cultos que con motivo de su bendición e inauguración se hicieron en la iglesia en la que el obispo ofició de pontifical en la misa de la fiesta y acompañó la procesión magna, desde el templo parroquial hasta el "Castañeu", donde se erguía la capilla del Nazareno.
Esta segunda imagen corrió la misma suerte que la primera:

En el verano del 36 (28-VIII-1936), iconoclastas e incendiarios, llevados por su ardor anticlerical hicieron en el castañeu, delante de la capilla, una enorme hoguera con todo lo que había en ella. Allí ardió el valioso retablo. La venerada imagen donada por el Obispo Fray Ramón y que había sido construida en unos talleres escultóricos de Valencia, fue la primera en ser arrojada a las llamas. La siguieron las de San Pedro y La Dolorosa. Ya habían hecho lo mismo con todo lo que había dentro del templo parroquial. Allí el espectáculo, tan doloroso para muchos, rayó en el sarcasmo; según testimonio de los que lo presenciaron. En fin, tristes episodios que es preciso olvidar.
Emilia Cabeza Colunga

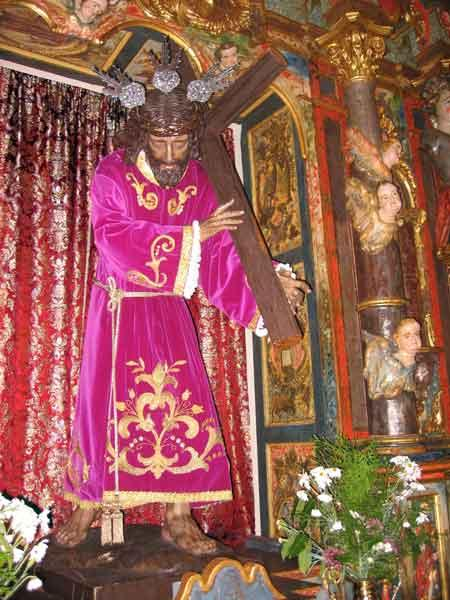
Imagen del Ecce Homo

Tras el episodio del año 1936, antes citado, hubo que recurrir a una nueva imagen, la tercera, que carecía de valor escultórico, por lo que fue sustituida, en 1955, por la que figura actualmente en el altar mayor de la capilla.
La actual ermita, la tercera que existió, fue reconstruida en el año 1954. No gustaba la que había y, pasados algunos años la mala calidad de sus mamposterías y sillares motivó en ella importantes deterioros, acentuados en la antiestética "marquesina" que protege o quiere proteger su puerta principal. Estas deficiencias obligan ahora a dotar de sólida protección sus muros con amplios pórticos exteriores, refugio, a su vez, par los muchos fieles que acuden, aún en los crudos días de invierno, procurando realzar su expresión con materiales resistentes al estilo de los templos rurales, emplazados muchas veces en lugares casi despoblados.
Así surgió el santuario actual, bajo la dirección de Enrique Rodríguez Bustelo, como también realizó las de la iglesia parroquial.
El retablo barroco de esta capilla, fue traído de Tamariz de Campos, en el año 1948, por la Cofradía de Jesús Nazareno; tras comprobar los buenos resultados conseguidos con la restauración de los altares de la iglesia parroquial; aunque para esta última adquisición, en 1948, surgió una azarosa historia: 

Don Alfredo Barral, que era entonces el párroco, se encargó de hacer las gestiones precisas en la misma Diócesis de Valladolid de donde habían venido los de la Iglesia.

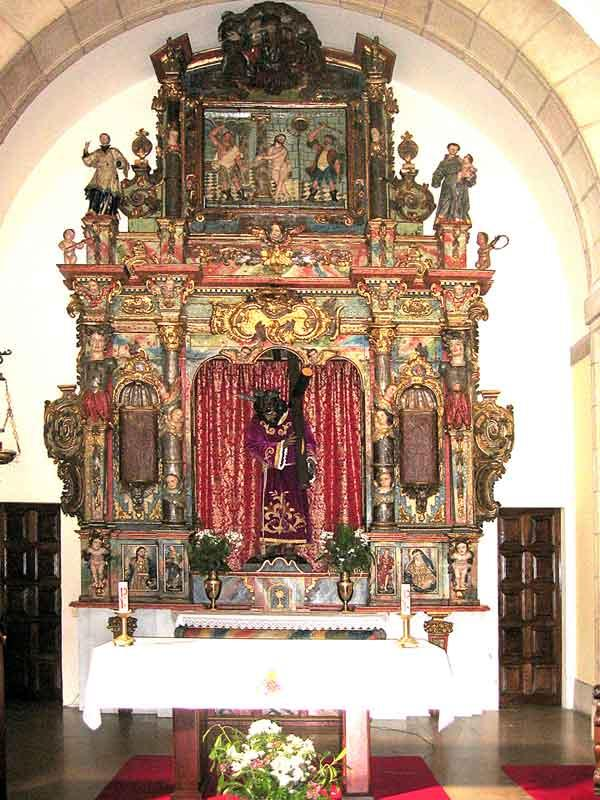
Retablo de la Ermita del Ecce Homo.

Pronto llegó la contestación diciendo algo así como que "en un pueblo llamado Tamariz de Campos, el sacerdote pedía insistentemente ayuda al obispado para salvar los altares de la Iglesia, ya muchos años cerrada al culto y que amenazaba ruina. Vengan tal vez les interese."
 
Se organizó pronto una expedición formada por: Alfredo Barral Mosteirín, como entendido en arte, Enrique Monte Cabañas, Hermano Mayor de la Cofradía, Benigno Cabeza Colunga, ebanista y Florentino Reguero Mencía, experto chofer de la empresa Castromocho al volante de un camión de carga de la familia.

Los embajadores de la Cofradía, tras haber trabajado durante varios días de riguroso invierno en la preparación del trasporte, hubieron de aceptar el nuevo precio que les fijaron los vecinos, quienes consiguieron, además, un cuartel para la Guardia Civil de dicha localidad. En la negociación con el Sr. Alcalde de Tamariz, además del Sr. Obispo de Valladolid participó, incluso, Camilo Alonso Vega, por entonces Director General de la guardia civil; llegando a un acuerdo, con el que quedaron muy satisfechos tales vecinos. Finalmente nuestros emisarios pudieron salir con su  deteriorada carga, aunque con cierto temor:

[..] a eso de las tres de la mañana, partieron los cuatro caballeros noreñenses nevando y sin luna, con la apreciada carga y un poco de miedo; llevaban los faros apagados y la complicidad de la nieve aminoraba sus ruidos. Atravesaron el pueblo de Tamariz que dormía plácidamente. Solamente el anciano sacerdote, aún cobijado bajo el toldo, les decía adiós.

La carga que transportaron se componía de dos retablos; uno para la capilla del Ecce Homo y, otro retablo que acabó en la iglesia de Argüelles. También trajeron el valioso Cristo de la Salud de la iglesia parroquial.

Pero tal era el estado de lo que finalmente pudieron comprar que muchos lo calificaron de "un montón de astillas apolilladas". Sin duda que se precisó una costosa y eficaz restauración. Así se consiguió hacer realidad los deseos del párroco de San Juan Bautista de Tamariz puesto que, gracias a él, se logró fueran rescatados a tiempo, en la ruinosa iglesia, estas joyas que hoy se pueden admirar en los templos antes citados.

La imagen del Ecce Homo pudo colocarse en la hornacina central del altar, como estuvieron las primitivas imágenes, gracias a las obras de adaptación y restauración realizadas por la Conserjería de Cultura.

La imagen actual fue realizada por Gregorio Galán del Amo y es una magnífica réplica del Cristo de La Pasión, de Juan Martínez Montañés considerada la más hermosa de la Semana Santa sevillana: «La cabeza refleja en su rostro, un contenido, pero lacerante sufrimiento, sin precisar de alardes dramáticos; su talla, muy apurada de modelado, no es menos admirable en manos y pies, ya que hecha la imagen para ser vista al aire libre y de cerca, la exigencia de perfección era mayor que en esculturas de retablo.»
Al igual que la imagen, el artístico trono que la soporta, ricamente dorado y también realizado el  por Gregorio Galán, fueron adquiridos por la Cofradía de Jesús Nazareno gracias a la subvención popular y noreñenses ausentes.
También cuenta esta ermita con otras dos hermosas imágenes. La de la Virgen Dolorosa fue donada por Aurora Rato y su marido Julio Alonso y la de San Pedro, donada por Severino Fernández Fombona en 1942. Hoy son muchos los devotos que acuden al santuario ininterrumpidamente, tanto el día de la fiesta como el resto del año, para venerar estas imágenes.